# Hit&Hit!
『Hit&Hit!』（ヒットアンドヒット!）は、2019年9月30日から2024年3月29日まで、ラジオ大阪が毎週月曜日の14:00 - 16:40・火 - 木曜日の14:00 - 16:55・金曜日の14:00 - 16:30（いずれもJST）に放送していた生ワイド番組。2020年3月26日までのタイトルは『原田年晴・髙岡美樹のHit&Hit!』（はらだとしはる・たかおかみきのヒットアンドヒット!）で、同局アナウンサー・原田年晴および、髙岡美樹の共同名義による冠番組でもあった。
当ページでは、髙岡の単独出演で2020年1月10日から3月27日まで毎週金曜日の14:00 - 16:30（JST）に放送されていた生ワイド番組『Hit&Hit!Friday!!』（ヒットアンドヒット!フライデー!!）についても述べる。

## 概要
ラジオ大阪では、月 - 木曜日の12 - 16時台に編成している自社制作の生ワイド番組を、2019年の10月改編で一新。2005年4月から14年半（2018年3月までは金曜日を含めた平日）に放送されてきた『ほんまもん!原田年晴です』と、2010年4月から9年半続いてきた『高岡美樹のべっぴんラジオ』を2019年9月26日（木曜日）で終了させたうえで、両番組の放送枠の一部（月 - 木曜日の14:00 - 16:55）で『Hit&Hit!』の放送を開始した。
『Hit&Hit!』では、『ほんまもん! - 』メインパーソナリティの原田年晴（ラジオ大阪アナウンサー）と、『 - べっぴんラジオ』パーソナリティの高岡美樹を起用。両番組から一部のコーナーやスポンサーを継承しながら、生活情報や懐かしいヒット曲に加えて、グルメや旅行など「心にヒットする」情報を届けていた。
ちなみに金曜日では、『ほんまもん! - 』『 - べっぴんラジオ』金曜分の放送枠（12:00 - 17:00）を、2018年4月6日から『GO!GO!フライデーショー!』（『ゴゴフラ』）が継承してきた。『ゴゴフラ』は、2019年10月改編で放送枠を11:30 - 16:30へ移動した後に、2020年1月3日から放送時間を2時間半（11:30 - 14:00）に短縮。2020年1月10日からは、14:00以降の時間帯に、『Hit&Hit!』の金曜版として『Hit&Hit!Friday!!』を放送していた。高岡が金曜日の午後にラジオ大阪で生ワイド番組のパーソナリティをレギュラーで務めるのは、『GO!GO!フライデーショー!』の開始に伴って『 - べっぴんラジオ』金曜分の放送を2018年3月31日で終了して以来1年9ヶ月振りである。
月 - 木曜日については、放送開始から4ヶ月間、原田と髙岡が共同でパーソナリティを担当。原田が持病（悪性リンパ腫）の入院加療で休演に入った2020年1月29日（水曜日）以降の放送分では、『髙岡美樹のHit&Hit!』（たかおかみきのヒットアンドヒット!）と改題したうえで、髙岡が『Hit&Hit!Friday!!』と合わせて単独でパーソナリティを担当してきた。
2020年3月30日（月曜日）からは、日替わりパーソナリティ制度を導入するとともに、月 - 金曜日のタイトルを『Hit&Hit!』（ヒットアンドヒット!）へ統一。原田が事実上降板する一方で、髙岡は旭堂南湖（2022年4月4日以降はちゃらんぽらん冨好）とのコンビで月曜日のみ担当している。
2020年12月25日（中央競馬重賞競走の有馬記念開催前々日に当たる金曜日）には、日本中央競馬会の筆頭提供による『Hit&Hit!有馬記念スペシャル』として、門口博光（競馬エイトトラックマン）と杉本清を迎えて同競走関連の特別企画を中心に構成した。当時の金曜分パーソナリティであった野村啓司と毛利聡子が進行していたが、ラジオ大阪が当番組の放送枠で『有馬記念スペシャル』を編成したのはこの年のみで、2021年の有馬記念開催前々日（12月24日）には『ハッピー・プラス』（午前中の生ワイド番組）金曜分の後半（9:00 - 11:00）を『有馬記念スペシャル』に充てている。
パーソナリティとパートナーを適宜入れ替えながら、4年半にわたって生放送を続けていたが、2024年3月29日（金曜日）をもって終了。（4月1日）からは、当番組および金曜日16:30 - 16:55の時間帯を「おとなたちに、エール。」と称する日替わりの生ワイド番組ゾーンに再編する。「おとなたちに、エール。」は、ラジオ大阪が2023年の開局65周年を機に「おとなたちに、エールを!」というテーマをステーションコンセプトに設定したことを踏まえた名称で、リスナーのメインターゲットを「おとなたち」（60代以上のシニア層）に据えることを意図している。
ちなみに、「おとなたちに、エールを。」ゾーンの火曜枠『笑福亭松喬の笑えば大吉』（4月2日スタート）では、当番組の最終出演者から金曜日の笑福亭松喬 (7代目) ・小川恵理子（前述した野村・毛利の後任）コンビが事実上続投。原田は、職場復帰を経て2021年1月8日から担当している『原田年晴　かぶりつき○○!』シリーズ（2024年3月の時点では月・金曜日の11:00 - 14:00に生放送）が「おとなたちに、エールを。」の木・金曜枠へ組み込まれることに伴って、『原田年晴・髙岡美樹のHit&Hit!』からの降板以来4年2ヶ月振りに当番組の時間帯でパーソナリティを務めることになった。その一方で、『Hit&Hit!』シリーズに一貫して出演していた髙岡をはじめ、松喬・小川コンビ以外の最終出演者は「おとなたちに、エールを。」枠の番組にレギュラーで登場しない。

## 放送時間

### 『原田年晴・髙岡美樹のHit&Hit!』
- 毎週月 - 木曜日  14:00 - 16:55（2019年9月30日 - 2020年3月26日）
  - 原田の休演後は、髙岡が単独で進行する関係で、放送上のタイトルを『髙岡美樹のHit&Hit!』に変更。

### 『Hit&Hit!Friday!!』
- 毎週金曜日  14:00 - 16:30（2020年1月10日 - 3月27日）

### 『Hit&Hit!』
- 毎週月曜日 14:00 - 16:40（2020年3月30日 - 2021年3月23日）→ 14:00 - 16:55（2021年3月29日 - 2024年3月25日）
- 毎週火 - 木曜日  14:00 - 16:55（2020年3月31日 - 2024年3月28日）
- 毎週金曜日  14:00 - 16:30（2020年4月3日 - 2024年3月29日）

## 出演者

### 『原田年晴・髙岡美樹のHit&Hit!』

#### パーソナリティ
- 原田年晴（ラジオ大阪アナウンサー） 
  - 『ほんまもん - 』担当期間中の2018年に悪性リンパ腫を発症してから入院加療を繰り返しているため、当番組では2020年1月29日（水曜日）から休演していた。番組リニューアルに伴う降板の直前（2020年3月下旬）から通院治療に切り替えたため、同年6月下旬からアナウンス業務を再開。2021年1月8日から金曜分の前枠で『原田年晴 かぶりつきフライデー!』、同年10月4日から月曜分の前枠で『原田年晴 かぶりつきマンデー!』のパーソナリティを務めている。
- 高岡美樹

#### コーナーレギュラー
- 斉藤雪乃（月曜日：「斉藤雪乃の出発進行!」） - 『ほんまもん!原田年晴です』月曜日の最終アシスタント
- 佐藤桃子（木曜日：「3時です。おやつです 下町グルメ選手権」） - 『ほんまもん!原田年晴です』でも、前身企画「1時ですがおやつです 下町グルメ選手権」でリポーターを担当。

### 『Hit&Hit!Friday!!』
- 高岡美樹

### 『Hit&Hit!』
曜日名に続くフレーズ（「　」内）は、2022年4月改編時に設定された各曜日のキャッチコピー。放送上はこの時期から、アシスタントの呼称を「パートナー」に改めていた。
- 月曜日-「好奇心、てんこもり!」
  - パーソナリティ：高岡美樹
  - アシスタント：旭堂南湖（2022年3月28日まで出演）→ ちゃらんぽらん冨好（2022年4月4日から出演、後述の通り2021年10月22日にパーソナリティでの代演経験がある、高岡とは『ちゃらんぽらんの元気もってこい!』以来18年半ぶりのレギュラー共演となる）
- 火曜日-「役立つ情報お届け!」[3]
  - パーソナリティ：やのぱん
    - 2021年8月17日放送分では代走みつくに（『高岡美樹のべっぴんラジオ』のリポーター）、24日放送分では中西則善（本来は水曜日に担当）が代演。

  - アシスタント：清水綾音（2022年3月29日まで出演）→ 田口万莉（2022年4月5日から出演、2022年2月22日放送分にも清水に代わって出演）
    - 清水は当番組降板の翌月（2022年4月）から、『原田年晴　かぶりつきマンデー!』で原田のパートナーを担当。『マンデー!』の放送枠が2024年の4月改編で「おとなたちに、エールを。」ゾーンの木曜枠へ組み込まれることに伴って、同月以降は木曜枠（『原田年晴　かぶりつきサーズデー!』）のパートナーとして当番組の時間帯へ復帰している。
- 水曜日-「コッテコテの水曜日!」
  - パーソナリティ：中西則善
  - アシスタント：大森くみこ
    - 2021年5月21日放送分では水津浩志（本来は木曜日に担当）、9月8日・15日放送分では鍵和田昌子（中西と同じ事務所に所属するフリーアナウンサー）、2022年8月31日と9月7日は『OBCグッドアフタヌーン!ラジぐぅ』木曜パーソナリティの松本雅子が代演。
- 木曜日-「心はいつも青春!」[4]
  - パーソナリティ：桜井一枝
  - アシスタント：水津浩志
    - 2023年6月15日放送分ではやのぱん（本来は火曜日に担当）が代演。
    - ラジオ大阪では、スポットCMや時報のアナウンスを長らく担当。
- 金曜日-「あなたの心をマッサージ!」
  - パーソナリティ：野村啓司（2021年10月22日まで出演）→ 笑福亭松喬（同年10月15日にパーソナリティ代理・同月29日からレギュラーパーソナリティとして出演）
    - 野村は不定愁訴を数年来患いながらも、日本国内で新型コロナウイルスへの感染が拡大している状況で出演を開始した。もっとも、感染拡大防止策の一環で大阪府（当番組のスタジオが所在）と兵庫県（野村の自宅が所在）の往来を自粛する要請が両府県から出されたことなどを踏まえて、担当2週目（2020年4月10日）から同年5月29日まで休演[5]。4月10日放送分のみ高橋征二（ラジオ大阪の元・アナウンサー）、以降は 水谷ひろし（『OSAKA歌謡ウェーブ』パーソナリティ）が代演した。6月5日放送分から出演を再開。しかし、2021年の9月下旬に体調を崩したことに伴って[6]、同年10月1日放送分ではやのぱん、8日・15日放送分では「ラジオ大阪の番組への出演は十数年振り」という松喬 、22日放送分ではちゃらんぽらん冨好が代演していた。
      - 2021年9月からの休演当初は、同年11月からの復帰を模索。しかし、「2時間半の生放送である当番組へ毎週出演することに責任を持てないほど、心身のコンディションが思わしくない」とのことで、結局はラジオ大阪へ降板を申し入れた。同年10月22日放送分へ電話で出演した際に、当番組の担当前から不定愁訴で投薬治療やセカンドオピニオンを受けていることを初めて告白したうえで、リスナーに向けて降板を正式に表明。翌週（同月29日放送分）から、松喬がパーソナリティを正式に引き継いでいた。なお、野村は降板後も古巣（MBSラジオ）の収録番組（15分枠・毎週放送の『人生という宝物』と1時間枠・月1回放送の『野村啓司の懐メロ♪ジュークボックス』）限定でラジオパーソナリティの活動を続けていたが、2024年3月12日に75歳で逝去[7]。

    - 松喬は、レギュラー出演の開始前に決まっていた落語会への出演を優先すべく、2021年11月26日放送分、2022年4月8日放送分、2022年5月20日放送分、2022年7月15日放送分を休演。当番組では、平日夕方の生ワイド番組である『hanashikaの時間。』で水曜日にパーソナリティを務める笑福亭晃瓶を、2023年12月1日はインフルエンザ感染のためかみじょうたけしを代役に立てた。

  - アシスタント：毛利聡子（2021年10月22日まで出演）→ 小川恵理子（同月29日から出演）
    - 毛利は野村と同じ舞夢プロ所属・在阪民放局（テレビ大阪）出身のフリーアナウンサーで、毎日放送出身の野村と同時に降板。笑福亭松喬が野村の後任に決まったことを受けて、松喬と同じ松竹芸能の所属で、2021年9月22日まで『桑原征平粋も甘いも』（朝日放送ラジオにおける当番組水曜分の裏番組）で11年半にわたってアシスタントを務めてきた小川を毛利の後任に起用した。
    - 小川は、2015年3月30日から2018年4月24日まで『熟メン!野村啓司です』（野村にとってラジオ大阪における初めてのレギュラー番組）、2019年4月2日から後継番組『hanashikaの時間。』で火曜日にアシスタントを担当。後者については、当番組と並行しながら出演を続けている。しかし、当番組への2回目の出演3日後（2021年11月8日）に発熱したことがきっかけでPCR検査を受けたところ、新型コロナウイルスに感染していることが翌9日（火曜日）に判明[8]。再検査で陰性反応が出るまで自宅待機を余儀なくされたこと[9]から、9日・16日の『hanashikaの時間。』および、12日（金曜日）放送分の当番組を休演した。当番組では同日に松本美香（松竹芸能の同僚で『hanashikaの時間。』月曜日のアシスタント）を小川の代役に立てたが、小川に陰性反応が確認されたことから、翌週（11月19日放送分）から小川の出演を再開している。2023年には小川の乳がん手術・療養に伴い7月28日と8月11日は当番組火曜日のアシスタントだった清水綾音（松竹芸能の同僚）、8月4日は近藤綾香（松竹芸能の同僚で『hanashikaの時間。』水曜日のアシスタント、かつ今回の小川休演に伴う火曜日のアシスタント代理）が代役を務めた。

やのぱん・松喬以外のパーソナリティは、過去にもラジオ大阪で生ワイド番組のパーソナリティを担当。放送上は、原田・高岡時代に続いて、『○○のHit&Hit!』（○○は代演者を含むパーソナリティの氏名）というタイトルを曜日別に用いる。

## タイムテーブル
公式サイトの「コーナー紹介」 を基に作成。生放送番組につき、時刻は目安。

「　」内は番組表などで用いられているコーナータイトル。

### 放送終了の時点（2023年1月以降）
☆：「おとなたちに、エールを。」ゾーン内の生ワイド番組でも、全曜日の共通コーナーとして放送。

※：『笑福亭松喬の笑えば大吉』（「おとなたちに、エールを。」ゾーンの火曜枠）で継続。

★：「おとなたちに、エールを」ゾーン以外の番組内で継続。

- 14:00　 オープニング
- 14:25　 日替わりコーナー
  - 月曜日：「おやつの時間ですよ」
    - 高岡が気に入っている「おやつ」を、冨好と試食しながらリスナーに紹介する。

  - 火曜日：「クイズ!ラジオの中身はなんだろな?」
    - リスナーが放送中に参加できるクイズ企画。やのぱんがある商品の名称を伏せながら、その商品の形状や特徴を丁寧に説明することによって、商品の正体をリスナーに推測させている。

  - 水曜日：「コッテコテ街角ニュース」
    - 「街角」（大阪市内および近辺のJR西日本・私鉄・Osaka Metroの駅）で配布されている情報紙・情報誌に掲載の記事から、一部の話題を紹介する。
    - リスナーから送られたものや中西の住んでいる市や中西が仕事のために出かけた場所など大阪市外の広報紙が紹介されることもあった。

  - 木曜日：「昭和のモノもの」
    - 昭和21年（1946年）生まれの桜井が少女時代や青春時代に使っていた物品を、「昭和のモノ」として紹介する。

  - 金曜日：「フライデー笑（ショー）タイム」※
    - リスナーから寄せられた「笑える話」を紹介する企画と、松喬の弟子筋に当たる落語家（直弟子だけでなく弟弟子や孫弟子も）が電話で「笑える話」を披露する企画を隔週で交互に放送。いずれの企画でも、小川が「笑える話」を「大笑い」「中笑い」「小笑い」の3段階で判定している。当番組終了の翌月（2024年4月）以降は、「チューズデー笑（ショー）タイム」と改題したうえで、「チューズデー」（毎週火曜日）の同じ時間帯に『笑福亭松喬の笑えば大吉』内で放送。
    - 「大笑い」と判定された話には番組特製のマスクを3枚、「中笑い」には2枚、「小笑い」には1枚をプレゼント。「笑える話のプロ」である松喬の弟子が電話で出演する週には、小川の「0枚判定」によって、その弟子へのプレゼントを見送ることがある。

  - 2022年4月1日までは、「突然コール　あなたにHit」を編成。元来は『ほんまもん!原田年晴です』で放送されていた「生声聴かせて」で、原田・髙岡時代にもこのタイトルを用いていた。この企画では、自身の携帯電話の番号を記すことを条件に、パーソナリティやアシスタントと放送中に話したいリスナーをハガキ限定で募集。応募したリスナーの携帯電話に、スタジオからいきなり電話を掛けたうえで、2人を相手に「リアルなリスナー」ならではのトークを展開させる趣向になっていた。出演したリスナーには2kg分のお米を進呈していたが、最終週のみ番組特製のマスクもプレゼント。
- 14:40　「午後のニュース」☆
  - 当日午後の主なニュースを、アシスタントが伝える。
- 15:00　 日替わりコーナー
  - 月曜日：「ホッと!もっと!スポット」
    - 心も体も「ホっと」するスポット（場所）や、放送日の時点で最も「ホット」な話題を髙岡が紹介。紹介する話題によっては、放送中に当事者と電話をつなぐこともある。髙岡が単独で担当していた『Hit&Hit!Friday!!』時代から放送。

  - 火曜日：「やのぱん　只今勉強中」
    - やのぱんが、松竹芸能のタレントでありながら不遇を託っていた2010年頃から「1年に1種類」のペースで取得してきた民間資格をテーマに、資格の内容や取得に至るまでのエピソードを語る。ちなみに、当番組への出演開始時点では、6種類の資格を保有している。

  - 水曜日：「ええ言葉やおまへんか!」
    - 中西が日常生活で遭遇した「ええ言葉」（「良い」と感じた言葉）を、遭遇した時のエピソードを交えながら紹介する。ちなみに、中西は幼少期から、「ええ言葉」へ遭遇するたびにメモに記録することを習慣付けているという。

  - 木曜日：「なつかしのオールディーズ」
    - 桜井の青春時代（1950・60年代）に日本で流行した洋楽（オールディーズ）から、桜井自身が選んだ1曲を、当時の思い出話を交えながら放送。リスナーからもリクエストを受け付ける。

  - 金曜日：「ちっちゃなことにこだわります」※
    - 松喬のパーソナリティ就任を機に新設。「ちっちゃなこと」（些細な出来事）にこだわる松喬が、世間にまかり通る「ちっちゃなこと」に物申す。
    - 野村がパーソナリティを務めていた時期には、「だったらその歌聞きましょう」を編成。野村が胸を打たれた童謡について、エピソードを交えながら、毎回1曲ずつ紹介していた。
- 15:42  
  - 月曜日：「あんぜん・あんしん・アンサンブル」★
    - 関西大学社会安全学部に在籍する教官や学生が、学内のゼミで取り組んでいる研究の概要などを紹介するコーナー。事前収録で、たつをが進行役を務めているが、本編のパーソナリティとパートナーは放送上出演していない。
    - 当番組終了の翌月（2024年4月）以降は、『OBCグッドアフタヌーン!和田麻実子のみみよりだんご』の月曜枠（『原田年晴　かぶりつきマンデー!』からの継承枠）内で13:35前後に放送。

  - 木曜日：「意外と知らない保険の実は」
    - 関西地方を中心に保険代理店を展開している 株式会社メビウス の社員をスタジオに招いたうえで、毎回1種類の保険商品をテーマに、商品の概要とメリットを紹介する。ラジオ大阪では、平日午前中の生ワイド番組『ハッピー・プラス』でも、同じ趣旨のコーナーを「なんでも保険相談Q&A」と称して毎週月曜日→金曜日の10時台後半に放送。

  - 金曜日：「しばってしばって歌謡曲」
    - 松喬が提示するテーマや言葉に対して、リスナーから寄せられたリクエスト曲を放送する。
    - コーナータイトルの「しばって」は、リクエストを募集する楽曲のテーマを「しばる」（縛る＝絞り込む）ことに由来。コーナーの枠内で応じ切れないほどのリクエストが寄せられた場合に、リクエスト曲の一部を翌週金曜日の別の時間帯で流すこともある。
- 15:50
  - 木曜日：「曲あてクイズ 弾いたのなぁ～に?」
    - リスナーが放送中にメールとFAXで参加できるクイズ企画。桜井が放送中にたどたどしい運指で奏でるピアノのメロディーから、その楽曲のタイトルを推測させたうえで、当日のエンディング近くまで応募を受け付ける。
    - クイズの趣旨は「木琴クイズ」（桜井がMBSラジオの『土曜リクエスト』シリーズで長年続けてきた企画）に近く、正解したリスナーから抽選で1名に桜井（または水津との連名）のサイン色紙をプレゼント。この色紙には、木曜日のテーマでもある「心はいつも青春」という直筆のフレーズと、正解の曲名にちなんだ手描きのイラストが必ず添えられている。ちなみに、当番組のtwitter公式アカウントでは、桜井が色紙を掲げる姿を写した画像を木曜日の本番終了後から公開。
- 16:00　日替わりコーナー
  - 月曜日：「冨好のあーだ こーだ」
    - 怒り、発見、感動した話などを、冨好が「あーだこーだ」とざっくばらんに語る。

  - 火曜日：「やのぱんニュース」
  - 水曜日：「がんぱってるで関西!」★
    - 隔週放送で関西地方で「がんばってる」（業績の好調な）企業を紹介する。
    - 当番組終了の翌月（2024年4月）以降は、『藤川貴央のニュースでござる』の水曜日の8:05前後に放送。

  - 木曜日：「水津浩志のちょっと寄ってく?」
    - 霧島酒造が単独で提供。同社製の焼酎（「霧島」「赤霧島」「黒霧島」）を気軽に飲める大阪市界隈の居酒屋や飲食店から、水津が実際に訪れた店を毎回1軒紹介する。

  - 金曜日：「恵理子Note」※
    - 「恵理子」こと小川が、放送週に付けた日記から一節を紹介。紹介した内容を、松喬が星の数で評価する。松喬から付けられた星の総数が100個に達した時点でリスナーに特別なプレゼントを提供することを告知しているため、コーナーの最後には星の総数を小川から発表。
- 16:15  「私だけのメモリーズ」☆
  - リスナーにとって思い出の楽曲を、エピソードと共に紹介する。投稿したエピソードが紹介されたリスナーには、番組特製のコースターをプレゼント。
  - 編成上は『あなたにハッピー・メロディ』（ニッポン放送制作の番組で2018年3月まではラジオ大阪でも放送）の企画ネットに当たるため、同番組で放送されているCMを、自社で制作する本編の前後に挿入している。
- 16:20
  - 金曜日：エンディング（16:29まで放送）

月 - 木曜日には、以下の時間帯も放送。
- 16:30　「お天気コーナー」☆（アシスタントが伝える大阪の天気予報）
  - 当番組終了の翌月からは、「お天気情報」と改題したうえで「おとなたちに、エールを。」ゾーン内の14:53前後に放送。
- 16:32　「ダイヤル119」
  - 火災・地震・救急・食品衛生に関する注意を、大阪市消防局の職員が生中継で呼び掛けるコーナー。ラジオ大阪で平日の16時台に編成されている生ワイド番組（『高岡美樹のべっぴんラジオ』など）で代々放送されている。
- 16:35　「はぴねすくらぶラジオショッピング」
- 16:45　　エンディング（16:54まで放送）
  - 木曜日には、「曲あてクイズ　弾いたのなぁ～に?」で桜井が演奏した音源を再生したうえで、正解の曲名とサイン色紙プレゼントの当選者を発表している。

2022年の途中からは、投稿したメッセージが放送中に採用されたリスナーから、毎日抽選で1名に番組特製の缶バッジをプレゼント。缶バッジには曜日ごとに異なる色（月曜日：緑、火曜日：黄、水曜日：青、木曜日：ピンク、金曜日：紫）が付けられていて、全色のバッジを集めることが推奨されている。

### 過去

#### 『原田年晴・髙岡美樹のHit&Hit!』時代
◎：『ほんまもん!原田年晴です』から継承

○：『髙岡美樹のべっぴんラジオ』から継承
- 14:00　 オープニング
- 14:27　「生声聴かせて」◎
- 14:40　「午後のニュース」（原田が解説を担当）
- 15:00　 日替わりコーナー
  - 月曜日：「訳して訳してあちゃらもん」
    - 洋楽1曲分の歌詞を、原田と高岡→高岡が自己流に翻訳しながら紹介していた。コーナータイトルの「あちゃらもん」とは、日本以外の国で作られた製品（舶来品）を指す関西弁である。

  - 火曜日：「CMソング」
    - 番組スタッフが入手した新旧CMソングの原曲音源を、フルコーラスで放送した。

  - 水曜日：「めったにソング」
    - 「名曲」と呼ぶにふさわしいのに、世間ではなぜかあまり聴かれない曲や、忘れられつつある曲を、当番組で「めったにソング」と定義。その定義に当てはまる曲を、当番組のスタッフが発掘したうえで放送する。

  - 木曜日：「3時です。おやつです　下町グルメ選手権」◎
    - 「下町のグルメ」と呼ぶにふさわしいおやつの情報をリスナーから募集したうえで、その情報を基に、「おやつ娘」（リポーター）の佐藤がおやつを購入。購入したおやつを、パーソナリティやアシスタントが放送中にスタジオで試食していた。 『ほんまもん』時代には、「1時ですがおやつです　下町グルメ選手権」というタイトルで1時台（13:08頃）に放送。
    - 『原田年晴・高岡美樹のHit&Hit!!』での放送期間中は、当コーナーの同録音源を、ラジオ大阪のYouTube公式チャンネルで アーカイブ音源 として毎回の放送終了後から公開。2020年3月26日放送分で終了した後も、アーカイブ音源の配信を続けている。
- 15:17　「お茶のみ話」
  - パーソナリティのメインコーナーで、直近の新聞記事や、身の回りの気になる話題を紹介していた。
- 15:42
  - 月曜日：「斉藤雪乃の出発進行!」◎
    - 鉄道ファンとして名高い斉藤が、鉄道に関する耳寄りな情報や話題を紹介していた。JR西日本管内の神戸線で姫路駅や加古川駅などの構内に「えきそば」（立ち食いそば店）を出店しているまねき食品が、『ほんまもん』時代の「生声聴かせて」月曜分に続いて、当コーナーに単独で提供。2020年3月23日放送分で終了した。

  - 他曜日では基本として、フリートークと楽曲の紹介に充てられていた。ただし、2019年11月の水曜日（6日・13日・20日・27日）のみ、「スプーン印であなたも砂糖名人」（三井製糖の単独提供による期間限定コーナー）を編成していた。
- 16:00
  - 月・火・木曜日：「4時のヒットスタジオ」
    - 「出会い」「別れ」「喜び」「悲しみ」をテーマに、リスナーから思い出話を募集。その一部を紹介するとともに、当時のヒット曲を流す。コーナータイトルは、フジテレビ（ラジオ大阪が所属するフジサンケイグループの主要企業）がかつて制作していた『夜のヒットスタジオ』（関西地方では関西テレビで放送）に、コーナーが放送される時間帯（午後4時）を重ねていた。2020年4月改編からは、「私だけのメモリーズ」に事実上継承。

  - 水曜日：「意外と知らない保険の実は」
- 16:08　「Hit Hit わくわく話」
  - 月曜日：「ハッキヨイ!ノコッタ」 ○
  - 火曜日：「ぶらとし」
  - 水曜日：「みきたび」
  - 木曜日：「原田年晴の耳旅」
- 16:15　「ダイヤル119」
- 16:31　「お天気コーナー」○
  - 関西地方における当日夕方以降の天気概況を、スタジオから高岡が伝えていた。
- 16:50　エンディング

#### 『Hit&Hit!Friday!!』時代
- 14:00　 オープニング
- 14:30　「ホッと!もっと!スポット」
- 14:40　「午後のニュース」
- 15:00　「TV主題歌、いいね　あの曲　あのドラマ」
  - テレビドラマやテレビアニメの主題歌を流していた。
- 15:42　「3曲リクエスト」
  - 1名の歌手（または1組のバンドやユニット）を対象に、そのアーティストが発表した楽曲のリクエストを募集。リクエスト件数の多かった順に3曲を放送していた。リクエスト対象のアーティストについては、週替わりで決定。
- 16:10　「みんな大好き、道の駅!」
  - （放送開始時点で）日本国内の1160ヶ所に設けられている道の駅から、1ヶ所の代表者が放送中に電話で出演。リスナーに購入を勧めたい地元の野菜・加工品や自慢の一品を紹介するとともに、その駅にちなんだ商品を、希望するリスナーから抽選で若干名に進呈していた。
- 16:20　「ダイヤル119」
- 16:25　エンディング